# Кастело (Прато)
Кастело (итал. Castello) је насеље у Италији у округу Прато, региону Тоскана.
Према процени из 2011. у насељу је живело 80 становника. Насеље се налази на надморској висини од 174 м.